# Улица Народних хероја (Нови Београд)
| Улица Народних хероја   | Улица Народних хероја       |
| ----------------------- | --------------------------- |
|                         |                             |
| Општина                 | Нови Београд                |
| Почетак                 | Париска Комуна              |
| Крај                    | Булевар Милутина Милановића |
| Дужина                  | око 450 m                   |
|                         |                             |
|                         |                             |
| Западна капија Београда |                             |

Улица Народних хероја је улица која се налази у Београду у општини Нови Београд. Улица је добила назив по сећању Националних Хероја Југославије који су се борили током Другог светског рата.
Западна капија Београда је једна од најпознатијих грађевина у Београду која се налази у овој улици.

## Улица
Улица Народних хероја почиње у нивоу Париске комуне и затим се креће према југо-западу. Прелази Булевар Зорана Ђинђића и Булевар Арсенија Чарнојевића а затим се спаја са улицом Милатина Миланковића.

## Едукација
У овој улици се налази основна школа Иван Гундулић као и специјална основна скола „Нови Београд”.

## Саобраћај и превоз
Улицом пролази аутобус број 65.(Звездара II - Ново бежанијско гробље).